# Grand Prix architektů

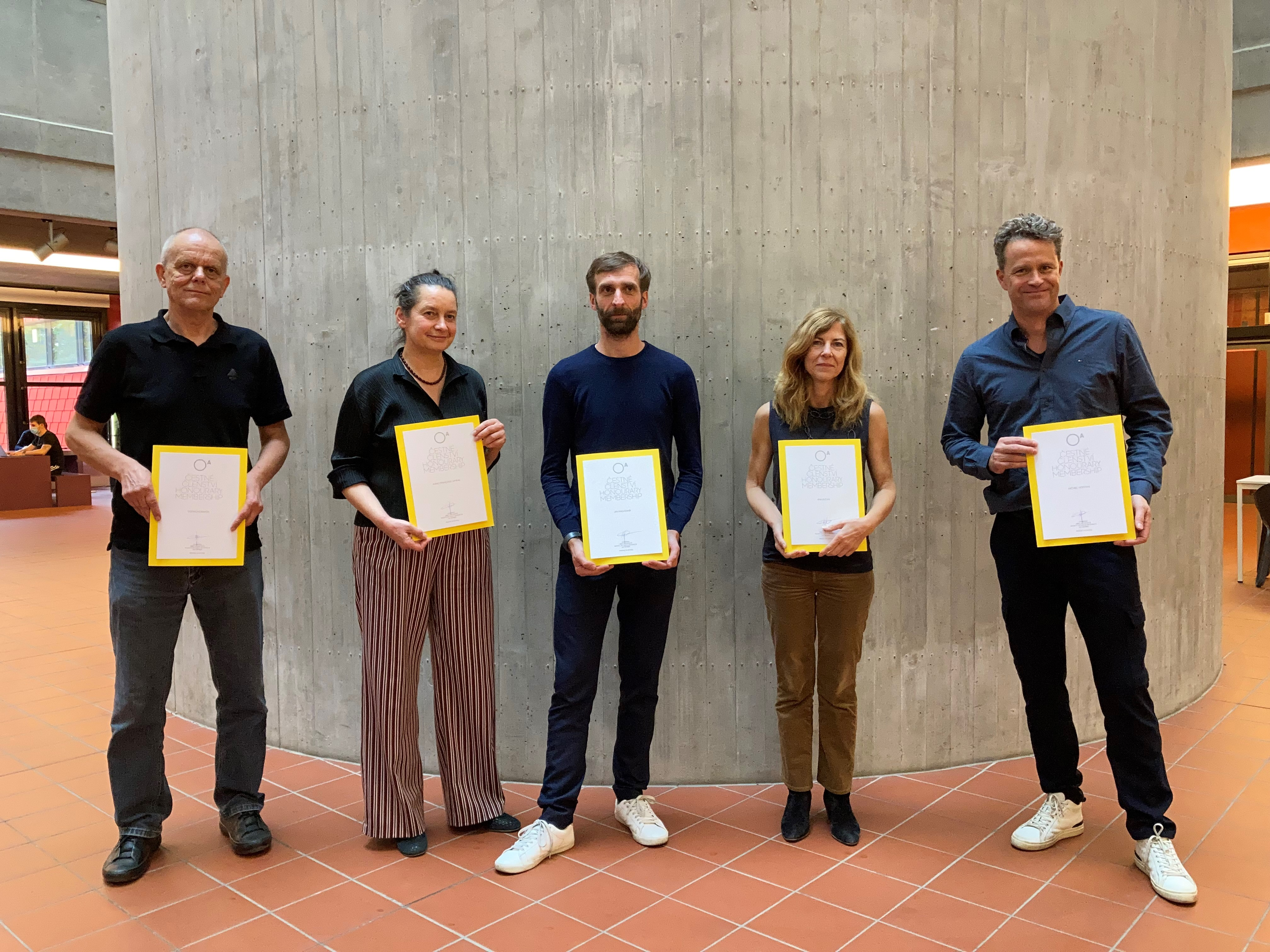
Porota ročníku 2021: zleva Štefan Moravčík (SK), Anne- Francoise Jumeau (FR), Jan Magasaník (CZ), Ana Kučan (SI) a Michiel Hofman (NL)

Grand Prix Architektů – Národní cena za architekturu (GPA-NCA) je česká soutěžní přehlídka pro architekty pořádaná od roku 1993 Obcí architektů.   

## Ceny
Hlavní cenu soutěže – Grand Prix Architektů – velkou modrou kostku udílí porota tvořená pěti členy, z nichž je jeden zástupce z Česka, jeden ze Slovenska a další 3 z různých zemí světa. Cenu za celoživotní dílo – velkou červenou kostku – udílí Rada Obce architektů.
Porota udílí také další ceny – malé modré kostky – v kategoriích Novostavba (N), Rekonstrukce (R), Rodinný dům (RD) a Architektonický design, drobná architektura a výtvarné dílo v architektuře (D). Přitom cenu v dané kategorii porota uděluje jen v případě přihlášení a výběru kvalitní realizace. Od roku 2019 se v kategorii Interiér uděluje malá žlutá kostka, za Urbanismus (U) malá fialová kostka a v kategorii Krajinářská architektura a zahradní tvorba (K) malá zelená kostka. Od roku 2020 je udělována také cena v kategorii Šetrná stavba ve spolupráci s Českou radou pro šetrné budovy.

## Historie
Soutěž založila architektka Alena Šrámková (20. června 1929 Praha – 10. března 2022), označovaná za první dámu české architektury. Do roku 2006 nesla soutěž název Grand Prix Obce architektů. V letech 2007 až 2011 ji spolupořádala Česká komora architektů, která od roku 2015 pořádá vlastní soutěž Česká cena za architekturu. Od roku 2019 je součástí GPA i Festival, jež je spolupořádán s firmou GROHE.  

## Laureáti hlavní ceny
- 1. ročník (1993, uděleno 1994) – Smetana, Louda, Kulík, Stýblo (Anima-Tech): Divadlo Spirála – Laterna Animata v Praze
- 2. ročník (1994, uděleno 1995) – Roman Koucký architektonická kancelář: Sběrna surovin s čistírnou odpadních vod v Horním Maršově
- 3. ročník (1995, uděleno 1996) – AP atelier (Josef Pleskot): Rekonstrukce a dostavba radnice v Benešově
- 4. ročník (1996, uděleno 1997) – Rudiš-Rudiš architektonická kancelář: Rekonstrukce a dostavba pavilonu G v areálu BVV v Brně
- (1997) – tento ročník neexistuje; do roku 1997 se ceny udělovaly za předcházející rok, od roku 1998 se udělují za aktuální rok
- 5. ročník (1998) – Atelier Lábus: Dům pečovatelské služby v Českém Krumlově
- 6. ročník (1999) – Ivan Kroupa Architects: Interiér minimálního domku v Mukařově
- 7. ročník (2000) – Roman Koucký architektonická kancelář: Rekonstrukce Fárova domu ve Slavonicích
- 8. ročník (2001) – Archteam: Startovní domy v Rudníku
- 9. ročník (2002) – Kuba & Pilař architekti: Knihovna Filozofické fakulty Masarykovy univerzity v Brně
- 10. ročník (2003) – Atelier Lábus: Rekonstrukce paláce Langhans v Praze
- 11. ročník (2004) – Stanislav Picek: Křivoklátský letohrádek v lese u Dolního Bezděkova
- 12. ročník (2005) – D.R.N.H.: Rekonstrukce a dostavba rekreačně sportovního areálu Kraví hora v Brně
- 13. ročník (2006) – Atelier ANTA: Bytový dům v ulici Na Okraji v Praze
- 14. ročník (2007) – Projektil Architekti: Centrum ekologických aktivit města Olomouce – Sluňákov
- 15. ročník (2008) – AP atelier (Josef Pleskot): Nové ústředí ČSOB v Praze-Radlicích[6]
- 16. ročník (2009) – Kuba & Pilař architekti: Fakulta chemicko-technologická a Tělovýchovná zařízení Univerzity Pardubice[7]
- 17. ročník (2010) – Projektil architekti: Národní technická knihovna[3]
- 18. ročník (2011) – DaM: Bytový dům s tělocvičnou, Praha, Petrské náměstí/Lodecká
- 19. ročník (2012) – MCA Atelier: Revitalizace bastionu U Božích muk
- 20. ročník (2013) – Hoffman architekti: Uhelný mlýn v Libčicích nad Vltavou
- 21. ročník (2014) – SIAL (Ing. arch. Jiří Buček): Rekonstrukce městských lázní na galerijní objekt (Liberec, Oblastní galerie v Liberci)
- 22. ročník (2015) – FAM Architekti: Chata u jezera v Doksech
- 23. ročník (2016) – architekti chmelík & partneři: Rekonstrukce Bílé věže v Hradci Králové
- 24. ročník (2017) – architekti Ondřej Chybík a Michal Krištof: objekt pro sídlo a prodejní galerii nábytku kancelářské firmy My dva v Brně[5]
- 25. ročník (2018) – ateliér Sporadical: sportovní hala v Dolních Břežanech[8]
- 26. ročník (2019) –  studio EHL & KOUMAR ARCHITEKTI, s.r.o. (Lukáš Ehl, Tomáš Koumar, Alena Šrámková): Corso Pod Lipami
- 27. ročník (2020) –  architekti Vojtěch Sosna, Jakub Straka a Jáchym Svoboda – Atelier bod architekti: Městská hala Modřice[4][9][10][11][12]
- 28. ročník (2021) – ateliér Kuba & Pilař architekti:  Přestavba menzy koleje 17. listopady FHS Univerzity Karlovy
- 29. ročník (2022) – ateliér SCHINDLER SEKO ARCHITEKTI – Jan Schindler, Ludvík Seko, Zuzana Drahotová: Kunsthalle v Praze
- 30. ročník (2023) – Mjölk architekti - Ing. arch. Jan Mach, Ing. arch. Jan Vondrák, Ing. arch. Filip Cerha : Sídlo Kloboucké Lesní [13] [14]
- 31. ročník (2024) – architekti Petr Tej, Marek Blank a Jan Mourek: Štvanická lávka v Praze

## Některá vítězná díla

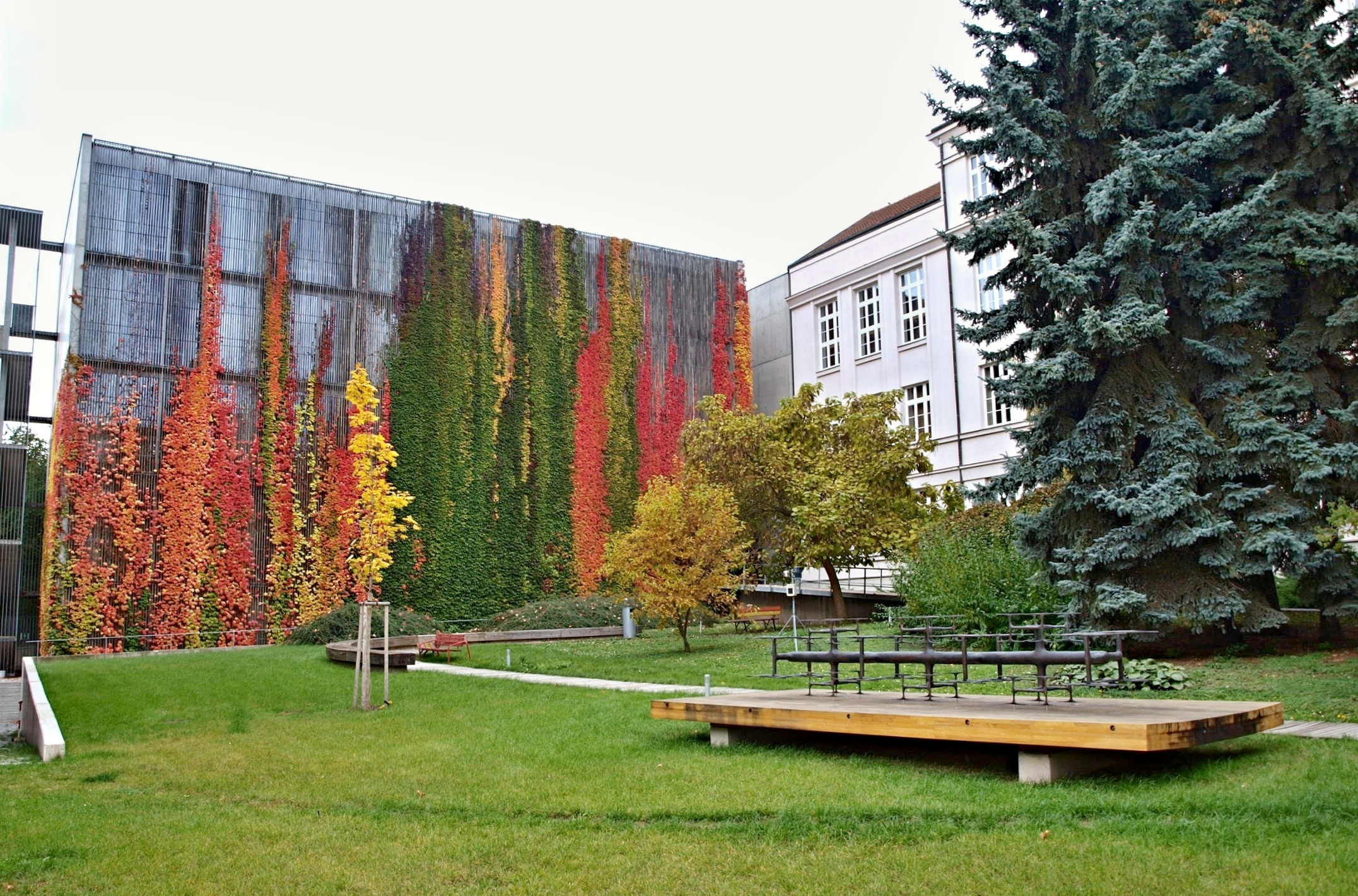
10. ročník (2002) – Kuba & Pilař architekti: Knihovna Filozofické fakulty Masarykovy univerzity v Brně